# 岡山県の市町村章一覧
岡山県の市町村章一覧（おかやまけんのしちょうそんしょういちらん）は、岡山県内の市町村に制定されている、あるいは制定されていた市町村章の一覧である。なお、一覧の順序は全国地方公共団体コード順による。廃止された市町村章は廃止日から順に掲載している。

## 市部
| 市       | 市章 | 由来                                                 | 制定日         | 備考                                                         |
| -------- | ---- | ---------------------------------------------------- | -------------- | ------------------------------------------------------------ |
| 岡山市   |      | 「岡」を図案化し、周囲に山を配らしたもの             | 1900年2月20日  |                                                              |
| 倉敷市   |      | 「クラ」を図案化したもの                             | 1967年10月1日  | 2代目の市章である                                            |
| 津山市   |      | 津山藩の槍印を表したもの                             | 1932年3月4日   | 津山藩の松平氏の紋章である                                   |
| 玉野市   |      | 「玉の」を円く象って図案化したもの                   | 1941年5月13日  |                                                              |
| 笠岡市   |      | 「カサ」と「笠」を図形的に簡易化し、組み合わせたもの | 1952年4月1日   |                                                              |
| 井原市   |      | 「井」を四角につなげ、「原」を図案化したもの         | 1953年12月11日 |                                                              |
| 総社市   |      | 「そ」を模様化したもの                               | 2005年3月22日  | 旧・総社市制時の1954年10月23日に制定され、新制後も継承される |
| 高梁市   |      | 「高（T）」と松山城を表している                      | 2005年3月24日  | 旧・高梁市制時の1955年4月14日に制定され、新制後も継承される  |
| 新見市   |      | 「に」を意匠化したもの                               | 2005年6月30日  | 旧・新見市制時の1954年12月25日に制定され、新制後も継承される |
| 備前市   |      | 「び」を図案化したもの                               | 2005年6月16日  | 2代目の市章である                                            |
| 瀬戸内市 |      | 「S」を図案化したもの                                | 2004年11月1日  | 2004年8月26日に公表され、本年11月1日に制定された。           |
| 赤磐市   |      | 「ア」を図案化し、円を表している                     | 2005年7月31日  | 「ア」は緑色、円は赤色が指定されている                       |
| 真庭市   |      | 「ま」を図案化したもの                               | 2005年3月31日  |                                                              |
| 美作市   |      | 「M」を図案化したもの                                | 2005年6月30日  | 色は赤色・青色・緑色が指定されている                         |
| 浅口市   |      | 「ア」と「サ」を組み合わせたもの                     | 2006年3月21日  | 色は青竹色が指定されている                                   |

## 町村部
| 郡     | 町村       | 町村章                                | 由来                                                             | 制定日        | 備考                                                    |
| ------ | ---------- | ------------------------------------- | ---------------------------------------------------------------- | ------------- | ------------------------------------------------------- |
| 和気郡 | 和気町     |                                       | 「ワケ」を図案化したもの                                         | 2006年3月1日  | 2代目の町章である                                       |
| 都窪郡 | 早島町     |                                       | 「早」を図案化したもの                                           | 1987年3月9日  | 1949年11月に制定され、1987年3月9日に議決された          |
| 浅口郡 | 里庄町     |                                       | 「さ」を図案化したもの                                           | 1968年11月    |                                                         |
| 小田郡 | 矢掛町     |                                       | 「ヤ」を図案化したもの                                           | 1964年5月1日  |                                                         |
| 真庭郡 | 新庄村     |                                       | 昔、「中山」と呼ばれており、それを図案化したもの                 | 1927年        |                                                         |
| 苫田郡 | 鏡野町     |                                       | 「K」を図案化したもの                                            | 2005年7月1日  | 色は赤色・青色・緑色が指定されている                    |
| 勝田郡 | 勝央町     |                                       | 「ショウ央」を図案化したもの                                     | 1955年7月1日  |                                                         |
| 勝田郡 | 奈義町     |                                       | 「ナ」を図案化し、中央部は那岐山を表したもの                     | 1959年5月     |                                                         |
| 英田郡 | 西粟倉村   |                                       | 西粟倉村内にある山々を象徴したもの（推定）                       | 1924年3月     |                                                         |
| 久米郡 | 久米南町   |                                       | 「く（久）」と「み（南）」を図案化し、円形にして組み合わせたもの | 1964年4月1日  | 2代目の町章である                                       |
| 久米郡 | 美咲町     | （ロゴタイプあり） （ロゴタイプなし） | 「M」を図案化したもの                                            | 2005年6月30日 | 色は赤色と緑色が指定されている 2005年9月1日に告示される |
| 加賀郡 | 吉備中央町 |                                       | 「き中」を飛翔する鳥を想像して図案化し、赤い大円を配したもの     | 2004年10月1日 | 色は赤色・青色・水色が指定されている                    |

## 廃止された市町村章
| 市郡   | 町村     | 市町村章       | 由来                                                                                            | 制定日         | 廃止日        | 備考 |
| ------ | -------- | -------------- | ----------------------------------------------------------------------------------------------- | -------------- | ------------- | --- |
| 小田郡 | 笠岡町   |                | 古代の傘を表したもの                                                                            | 1898年頃       | 1952年4月1日  | |
| 倉敷市 |          |                | 「倉」を図案化したもの                                                                          | 1895年         | 1967年2月1日  | 倉敷町章として制定され、市制施行後に初代の市章として継承された 作者は不明である                                                                                |
| 児島市 |          |                | 不明                                                                                            | 1956年8月14日  | 1967年2月1日  | |
| 玉島市 |          |                | 不明                                                                                            | 1952年3月      | 1967年2月1日  | |
| 上房郡 | 有漢町   |                | 「う」を力強く表したもの                                                                        | 1967年9月21日  | 2004年10月1日 | |
| 川上郡 | 成羽町   |                | 「ナリワ」を図案化したもの                                                                      | 1929年5月23日  | 2004年10月1日 | |
| 川上郡 | 川上町   |                | 「川上」を円形に図案化したもの                                                                  | 1954年8月2日   | 2004年10月1日 | |
| 川上郡 | 備中町   |                | 「び」と「中」を図案化したもの                                                                  | 1961年6月20日  | 2004年10月1日 | |
| 御津郡 | 加茂川町 |                | 「カモ川」を図案化したもの                                                                      | 1955年6月2日   | 2004年10月1日 | |
| 川上郡 | 賀陽町   |                | 「か」を力強く表し、図案化したもの                                                              | 1957年2月1日   | 2004年10月1日 | |
| 邑久郡 | 牛窓町   | （著作権不明） | 「ウシ」を円形に図案化したもの                                                                  | 不明           | 2004年11月1日 | |
| 邑久郡 | 邑久町   | （著作権不明） | 「邑」を図案化したもの                                                                          | 不明           | 2004年11月1日 | |
| 邑久郡 | 長船町   | （著作権存続） | 備前長船兼光の刀の鍔を図案化し、三つの円は合併前の美和村・国府村・行幸村を表したもの            | 1975年1月29日  | 2004年11月1日 | |
| 苫田郡 | 加茂町   |                | 「か」を図案化したもの                                                                          | 1957年12月9日  | 2005年2月28日 | |
| 苫田郡 | 阿波村   | （著作権存続） | 「ア」を円形にして図案化したもの                                                                | 1972年11月15日 | 2005年2月28日 | |
| 勝田郡 | 勝北町   |                | 「S」を外円にして、「北」を配したもの                                                           | 1958年11月     | 2005年2月28日 | |
| 久米郡 | 久米町   |                | 「久」を円形にして「町民の和」と「米」を「芽」になぞらえて「Λ」とし、「生々発展」を象徴したもの | 1956年8月11日  | 2005年2月28日 | |
| 小田郡 | 美星町   |                | 「美」を飛び立つ鳥に象ったもの                                                                  | 1960年1月      | 2005年3月1日  | |
| 後月郡 | 芳井町   |                | 「よしい」を図案化したもの                                                                      | 1968年10月1日  | 2005年3月1日  | |
| 苫田郡 | 鏡野町   | （著作権不明） | 「鏡野」を図案化し、銅鏡を表したもの                                                            | 不明           | 2005年3月1日  | |
| 苫田郡 | 奥津町   |                | 「O」の中に、三線を結合している                                                                 | 1960年         | 2005年3月1日  | |
| 苫田郡 | 上齋原村 |                | 中心の三角形は、「山に生きる村」を表し、周囲の円形は、「村の平和」を象徴したもの                | 1961年9月1日   | 2005年3月1日  | |
| 苫田郡 | 富村     | （著作権不明） | 「ト」の字を三つ組合せ「トミ」を表したもの                                                      | 不明           | 2005年3月1日  | |
| 赤磐郡 | 山陽町   | （著作権存続） | 「山」を円から飛び出して図案化したもの                                                          | 1975年1月      | 2005年3月7日  | |
| 赤磐郡 | 赤坂町   | （著作権存続） | 「赤」を図案化したもの                                                                          | 1969年11月     | 2005年3月7日  | |
| 赤磐郡 | 熊山町   |                | 円満融和を翼型に表したもの                                                                      | 1971年2月      | 2005年3月7日  | |
| 赤磐郡 | 吉井町   |                | 「ヨシ」を翼型にし、「イ」を円形にして、それらを組み合わせたもの                                | 1961年10月     | 2005年3月7日  | |
| 御津郡 | 御津町   | （著作権存続） | 初代の町章の由来である「三つの輪」を象徴し、「MITSU」を配したもの                               | 1990年1月      | 2005年3月22日 | 2代目の町章である 色は白色と青色が指定されている |
| 児島郡 | 灘崎町   |                | 「ナ」を図案化したもの                                                                          | 1959年9月      | 2005年3月22日 | |
| 都窪郡 | 山手村   | （著作権存続） | 「山て」を図案化したもの                                                                        | 1976年3月      | 2005年3月22日 | |
| 都窪郡 | 清音村   | （著作権不明） | 「き」というかな文字を象ったもので、「き」の第一と第二画を鋭角的なV字形としたもの               | 不明           | 2005年3月22日 | |
| 備前市 |          |                | 「ビ」を図案化したもの                                                                          | 1971年9月4日   | 2005年3月22日 | 初代の市章である 1971年11月3日に再制定された |
| 和気郡 | 日生町   | （著作権存続） | 中央は波間から力強く昇る日輪を表し、右の波は男波、左の波は女波を表したもの                      | 1972年4月1日   | 2005年3月22日 | |
| 和気郡 | 吉永町   | （著作権存続） | 「よ」を三つ組み合わせて図案化したもの                                                          | 1965年10月1日  | 2005年3月22日 | |
| 久米郡 | 中央町   |                | 「中央」を図案化したもの                                                                        | 1968年6月      | 2005年3月22日 | |
| 久米郡 | 旭町     | （著作権不明） | 「旭」を図案化したもの                                                                          | 不明           | 2005年3月22日 | |
| 久米郡 | 柵原町   |                | 「ヤナ」を図案化したもの                                                                        | 1962年         | 2005年3月22日 | |
| 阿哲郡 | 大佐町   |                | 「大」を図案化したもの                                                                          | 1967年3月      | 2005年3月31日 | |
| 阿哲郡 | 神郷町   |                | 「神」は「示」・「郷」は「巴」で表し、図案化したもの                                            | 1960年3月17日  | 2005年3月31日 | |
| 阿哲郡 | 哲多町   |                | 「てつ多」を逆三角形で表したもの                                                                | 1956年5月      | 2005年3月31日 | |
| 阿哲郡 | 哲西町   |                | 「てっせい」を図案化したもの                                                                    | 1974年4月      | 2005年3月31日 | |
| 上房郡 | 北房町   | （著作権不明） | 外側は「北」・内側は「房」を図案化したもの                                                      | 不明           | 2005年3月31日 | 2代目の町章である |
| 真庭郡 | 勝山町   | （著作権存続） | 「カツ山」を図案化したもの                                                                      | 1969年5月      | 2005年3月31日 | |
| 真庭郡 | 落合町   |                | 「お」を飛躍的に図案化したもの                                                                  | 1960年4月1日   | 2005年3月31日 | |
| 真庭郡 | 湯原町   |                | 「ゆ」を基とし、円満と向上発展を図案化したもの                                                  | 1961年12月     | 2005年3月31日 | |
| 真庭郡 | 久世町   |                | 「くせ」を図案化したもの                                                                        | 1960年10月     | 2005年3月31日 | 色は金色が指定されている |
| 真庭郡 | 美甘村   | （著作権存続） | 「美甘」を図案化したもの                                                                        | 1979年3月      | 2005年3月31日 | |
| 真庭郡 | 川上村   | （著作権存続） | 「か」を円形に図案化したもの                                                                    | 1976年3月      | 2005年3月31日 | |
| 真庭郡 | 八束村   | （著作権存続） | 「八」を図案化したもの                                                                          | 1976年12月     | 2005年3月31日 | |
| 真庭郡 | 中和村   | （著作権存続） | 「中」を図案化し、円は「和」を表したもの                                                        | 1974年8月1日   | 2005年3月31日 | |
| 勝田郡 | 勝田町   |                | 「かつ」を図案化したもの                                                                        | 1965年4月      | 2005年3月31日 | |
| 英田郡 | 大原町   |                | 「大」・「山」・「和」を象徴したもの                                                            | 1964年8月      | 2005年3月31日 | |
| 英田郡 | 美作町   |                | 「ミマ」を描いたもの                                                                            | 1961年12月     | 2005年3月31日 | |
| 英田郡 | 作東町   |                | 「ST」を図案化したもの                                                                          | 1958年5月      | 2005年3月31日 | |
| 英田郡 | 英田町   |                | 「アイ田」で融和と団結を象徴したもの                                                            | 1958年12月     | 2005年3月31日 | |
| 英田郡 | 東粟倉村 | （著作権存続） | 「東」を簡略化し、図案化し、後山と日名倉山を表したもの                                          | 1969年10月     | 2005年3月31日 | |
| 浅口郡 | 船穂町   |                | 「フナホ」を組み合わせたもの                                                                    | 1968年9月20日  | 2005年8月1日  | |
| 吉備郡 | 真備町   |                | 天平文化の象徴である八角堂と「マビ」を意匠化したもの                                            | 1977年10月1日  | 2005年8月1日  | |
| 和気郡 | 和気町   |                | 「ワケ」を「和」で意味をし、それを組み合わせて図案化したもの                                    | 1964年11月     | 2006年3月1日  | 初代の町章である |
| 和気郡 | 佐伯町   |                | 「さ」を鳥の形に図案化したもの                                                                  | 1969年7月      | 2006年3月1日  | |
| 浅口郡 | 金光町   |                | 三つの「和」を連結させ、図案化したもの                                                          | 1967年         | 2006年3月21日 | 1913年に三和村役場を新築した際にその玄関に掲げられていたのを使用し、1967年に新町章募集をした際に最終的に三和村役場新築の際に玄関に掲げられていたこの紋章にした |
| 浅口郡 | 鴨方町   |                | 「か（鴨）方」を図案化し、鴨の飛翔を表したもの                                                  | 1957年         | 2006年3月21日 | |
| 浅口郡 | 寄島町   |                | 「よりしま」を図案化したもの                                                                    | 不明           | 2006年3月21日 | |
| 御津郡 | 建部町   |                | 「タケベ」を上手く図案化したもの                                                                | 1968年8月31日  | 2007年1月24日 | |
| 赤磐郡 | 瀬戸町   |                | 「セト」を図案化したもの                                                                        | 1967年12月26日 | 2007年1月24日 | 1968年1月1日に正式に決定した |

### 書籍
- 小学館辞典編集部 編『図典 日本の市町村章』（初版第1刷）小学館、2007年1月10日。ISBN 4095263113。
- 近藤春夫『都市の紋章 : 一名・自治体の徽章』行水社、1915年。NDLJP:955061
- 中川幸也『シリーズ人間とシンボル第2号「都市の旗と紋章」』中川ケミカル、1987年10月11日。
- 丹羽基二『日本の市章 （西日本）』保育社、1984年5月5日。
- 望月政治『都章道章府章県章市章のすべて』日本出版貿易株式会社、1973年7月7日。
- NHK情報ネットワーク『NHKふるさとデータブック7 [中国]』日本放送協会、1992年5月1日。